# Ludwig Zerbst
Ludwig Zerbst (* 27. November 1906 in Pasewalk) war ein deutscher Verwaltungsjurist, Politiker (NSDAP) und Landrat.

## Leben
Zerbst war Mitglied der NSDAP und wirkte als Kreisleiter in Demmin von 1938 bis 1939. Nach dem Überfall auf Polen wurde er als Landkommissar im Landkreis Schroda, Reichsgau Wartheland versetzt. Ende des Jahres 1939 wurde Zerbst zum Landrat sowie NSDAP-Kreisleiter des Kreises ernannt. Während der Kriegsjahre wirkte er zudem vertretungsweise als Landrat im benachbarten Landkreis Schrimm.